# Gustav Nauenburg
Gustav Otto Nauenburg (* 20. Mai 1803 in Halle/Saale; † 6. August 1875 in Neugersdorf) war ein deutscher Theologe, Sänger, Schriftsteller, Musikpädagoge, Musikkritiker und Enzyklopädist.

## Leben
Nauenburg wurde in Halle an der Saale als einziger Sohn eines Allgemeinmediziners geboren. Bereits in früher Jugend erhielt er Unterricht im Pianofortespielen. Sein erster Lehrer war hier ein Kantor namens Schramm. Ab dem 15. Lebensjahr erfolgte seine Weiterbildung hierin allerdings weitgehend im Selbststudium. Er versuchte sich in dieser Zeit auch schon als Komponist und verfasste mehrere kleine Stücke.
Im Jahre 1823 begann Nauenburg in Halle ein Studium der Theologie, betätigte sich aber weiterhin musikalisch. Erstmals trat er als Sänger (Bariton) vor Publikum auf und wurde Direktor eines akademischen Gesangsvereins. Da sein Vater ihm an einem Musikstudium hinderte, verfasste Gustav Nauenburg neben seinem Studium ab 1826 eine Reihe von musikalischen Aufsätzen, worin er meist die Vokalmusik thematisierte.
Sein Gesangstalent beeindruckte und so schrieb der Komponist Johann Carl Gottfried Loewe (1796–1869) mehrere Stücke eigens für Nauenburg. Nachdem er im Jahre 1830 auf dem Gesangsfest in Halle im Oratorium „David“ des Komponisten Bernhard Klein erfolgreich in der Hauptrolle aufgetreten war, ermutigte ihn der Komponist nach Berlin zu gehen, um dort eine musikalische Ausbildung zu erhalten. Dabei sicherte er ihm seinen Beistand zu. Während dieser Zeit komponierte der später sehr erfolgreich gewordene Otto Nicolai (1810–1849) einige Gesangsstücke für ihn. Was Nicolai, zu jener Zeit noch ein Schüler Bernhard Kleins, erstmals einem größeren Publikum bekannt machte.
Nach dem 1832 erfolgenden Tod Kleins kehrte Nauenburg im Jahre 1833 nach Halle zurück und betätigte sich fortan als Musikpädagoge und Schriftsteller. Die Begegnung mit Klein schien Nauenburg allerdings nachhaltig beeindruckt zu haben, denn er veröffentlichte nach Kleins Tod einen Aufsatz mit dem Titel „ein Beitrag zu B. Klein´s Biographie“, in dem er seine erste Begegnung mit Klein im Jahre 1830 in Halle in lebhaften Farben beschrieb.
Großen Erfolg hatte Nauenburg in der Folgezeit durch Auftritte bei Musikfesten und anderen Konzerten. Der berühmte Komponist Felix Mendelssohn Bartholdy (1809–1847) schrieb über ihn im Jahre 1836: „Er ist ein bekannter guter Solosänger und tüchtiger Musikus.“

## Nauenburgs literarisches Erbe
Gustav Nauenburgs literarisches Erbe ist umfangreich. Er verfasste überwiegend Artikel für diverse Musikzeitschriften, wie der Berliner musikalischen Zeitung, der Cæcilia, der Leipziger Allgemeinen Musikischen Zeitung und der vom Komponisten Robert Schumann (1810–1856) gegründeten Neuen Zeitschrift für Musik.
Allerdings sind auch in Buchform erschienene Schriften von ihm bekannt. Verdient machte er sich unter anderem als Enzyklopädist, wobei er besonders umfangreich in Gustav Schillings „Universal-Lexikon der Tonkunst“ mitgewirkt haben soll, welches in sechs Bänden erschienen ist. Im Jahre 1857 erschien von ihm weiters ein Reiseführer mit dem Titel „Der Lustwanderer im Harze“. Eine erhalten gebliebene und von ihm seinerzeit vom Brocken versendete Postkarte an seine Ehefrau Franziska in Halle, gilt heute als eine der ersten Belege dafür, dass von den im Brockenhaus ansässigen Wirten schon früh die Initiative ausging, illustrierte Grüße von dort versenden zu können. Auch Nauenburg selbst erwähnte in seinem Werk eine Poststation auf dem Berg.
Gustav Nauenburg führte unter anderem einen regen Briefwechsel mit Robert Schumann. Ein Teil dieser umfangreichen Korrespondenz ist bis heute erhalten. Ein weiterer Briefwechsel Nauenburgs mit dem Komponisten Louis Spohr (1784–1859) ist heute im Kasseler Spohr-Museum zu finden. Belegt ist außerdem der Kontakt zum Komponisten Felix Mendelssohn Bartholdy (1809–1847).
Die Autorschaft eines von Nauenburg für die Neue Zeitschrift für Musik verfassten Artikels mit dem Titel „Pasticcio, von Canto Spianato“ wurde lange Zeit irrtümlich Richard Wagner zugeschrieben. Der Aufsatz findet sich deshalb in der posthumen Ausgabe der Sämmtlichen Schriften und Dichtungen Wagners (Bd. 12, 1911).